# نيكولو أنتونيلي
نيكولو أنتونيلي (بالإيطالية: Niccolò Antonelli)‏ مواليد 23 فبراير 1996 في كاتوليكا، إيطاليا، هو متسابق دراجات نارية إيطالي. نافس في بطولة العالم للموتو 3.

## سباقات فاز بها
- جائزة التشيك الكبرى للدراجات النارية 2015

## روابط خارجية
- نيكولو أنتونيلي على موقع MotoGP.com (الإنجليزية)
- نيكولو أنتونيلي على موقع WorldSBK.com (الإنجليزية)
- نيكولو أنتونيلي على موقع CONI honoured athlete website (الإيطالية)
- نيكولو أنتونيلي على موقع AS.com (الإسبانية)